# Domancy
Domancy är en kommun i departementet Haute-Savoie i regionen Auvergne-Rhône-Alpes i sydöstra Frankrike. Kommunen ligger i kantonen Sallanches som tillhör arrondissementet Bonneville. År 2022 hade Domancy 2 203 invånare.

## Befolkningsutveckling
Antalet invånare i kommunen Domancy
| Referens: INSEE |